# Svetlana Fedosséieva
Svetlana Aleksàndrovna Fedosséieva (rus: Светлана Александровна Федосеева; Vladivostok, 6 d'agost de 1936 — Kíev, 30 de juliol de 2017) fou una arqueòloga russa.

## Carrera científica
Fou una destacada investigadora de la prehistòria de Sakhà i el nord-est d'Àsia. Des de 1958 va dur a terme recerques arqueològiques en els rius de Sakhà, al Mar d'Okhotsk, Sakhalín, les illes Kurils i les illes del Comandant. La longitud explorada amb la seva participació va ser de més de 50 mil km. Des de 1959 va participar en simposis internacionals, conferències i congressos. Des de 1960 dirigí la pràctica arqueològica dels alumnes de la Universitat Estatal de Iakutsk.
Va col·laborar amb Iuri Motxànov en les recerques sobre la cultura Dyuktai, que es va originar en la conca del riu Aldan. Va ser descoberta i caracteritzada per primera vegada en la Cova Dyuktai, en Yakutia, en estrats que daten fins a 14.000 BP, però el seu horitzó s'estén en el temps, des de llocs com Ust-Mil 2, Ezhantsy i Ikhine amb datacions de 35.000 BP.
Entre 1992 i 1994 va fer conferències en diferents universitats dels Estats Units d'Amèrica i del Canadà.
El 2000 va fer un dels descobriments més destacats en l'estudi de la història antiga del nord d'Àsia, l'estació Mungjaryma, del Paleolític mitjà, en el baix Viliüi, datada entre 150.000 i 70.000 anys BP, amb eines, especialment puntes de llança i ganivets bifacials, que recorden les eines del mosterià europeu.
En 2003 es va crear i va començar a funcionar sota la seva direcció, el Museu Arqueològic del nord-est d'Àsia.
En èpoques recents, va estudiar les relacions de cultures de Sibèria amb diversos pobles indígenes americans, de la família de les llengües na-dené.
Conjuntament amb Iuri Motxànov, va publicar una exposició àmplia de les seves recerques, sobre l'arqueologia del nord-est d'Àsia i les seves relacions amb l'arribada de l'home a Amèrica: arqueologia, el Paleolític en el nord-est d'Àsia, un origen no tropical de la humanitat i les primeres etapes del poblament d'Amèrica.

## Distincions
Fou distingida com a Científica d'Honor de la República de Sakhà (Iakútia), acadèmica d'Honor de l'Acadèmia Russa de Ciències Naturals i de l'Acadèmia de Ciències de la República de Sakhà (Iakútia).